# Uromyces polymniae
Uromyces polymniae ist eine Ständerpilzart aus der Ordnung der Rostpilze (Pucciniales). Der Pilz ist ein Endoparasit der Korbblütlergattung Polymnia. Symptome des Befalls durch die Art sind Rostflecken und Pusteln auf den Blattoberflächen der Wirtspflanzen. Sie ist in Süd- und Mittelamerika verbreitet.

## Merkmale

### Makroskopische Merkmale
Uromyces polymniae ist mit bloßem Auge nur anhand der auf der Oberfläche des Wirtes hervortretenden Sporenlager zu erkennen. Sie wachsen in Nestern, die als gelbliche bis braune Flecken und Pusteln auf den Blattoberflächen erscheinen.

### Mikroskopische Merkmale
Das Myzel von Uromyces polymniae wächst wie bei allen Uromyces-Arten interzellulär und bildet Saugfäden, die in das Speichergewebe des Wirtes wachsen. Ihre Spermogonien wachsen oberseitig in kleinen Gruppen auf der Oberfläche der Wirtsblätter. Die ihnen gegenüber in Kreisen wachsenden Aecien der Art besitzen feine Peridien. Ihre hyalinen Aeciosporen sind 20–28 × 17–21 µm groß, kugelig bis breitellipsoid und warzig. Die überwiegend blattunterseitig wachsenden Uredien des Pilzes sind zimtbraun. Die ebenfalls zimtbraunen Uredosporen sind 22–25 × 23–27 µm groß, breit eiförmig bis kugelig und stachelwarzig. Die überwiegend blattunterseitig wachsenden Telien der Art sind schwarzbraun, kompakt und unbedeckt. Die kastanienbraunen Teliosporen sind einzellig, in der Regel breit eiförmig bis breitellipsoid, glatt und meist 30–36 × 22–26 µm groß. Ihre Stiele sind leicht gelblich und bis zu 60 µm lang.

## Verbreitung
Das bekannte Verbreitungsgebiet von Uromyces polymniae reicht von Brasilien bis nach Mexiko.

## Ökologie
Die Wirtspflanzen von Uromyces polymniae sind Polymnia sp. Der Pilz ernährt sich von den im Speichergewebe der Pflanzen vorhandenen Nährstoffen, seine Sporenlager brechen später durch die Blattoberfläche und setzen Sporen frei. Die Art durchläuft einen makrozyklischen Entwicklungszyklus mit Spermogonien, Aecien, Telien und Uredien. Als autoöker Parasit macht sie keinen Wirtswechsel durch.